# Les Fastes de la grande et ancienne Mxnxstrxndxsx
Les Fastes de la grande et ancienne Mxnxstrxndxsx est un cycle de pièces pour le clavecin de François Couperin, publié à la fin du 11e ordre (Second livre, 1716–1717).
Cet ensemble de cinq pièces, de caractère clairement satirique à l’égard de la Ménestrandise (dont le nom est crypté, quoique de façon transparente - les voyelles sont remplacées par des x -, pour éviter les ennuis juridiques), tourne en ridicule cette corporation de musiciens qui avait tenté, au cours d’un long combat juridique débuté en 1693, de mettre au pas organistes et clavecinistes de haut rang en interdisant à quiconque d’enseigner le clavecin, qui ne soit auparavant reçu « maître » par la corporation — c’est-à-dire qui ne soit mis au même rang que saltimbanques, bateleurs et musiciens de rue,.